# Lophomma depressum
Lophomma depressum là một loài nhện trong họ Linyphiidae.
Loài này thuộc chi Lophomma. Lophomma depressum được James Henry Emerton miêu tả năm 1882.